# آنری پیرن
آنری پیرن (فرانسوی: Henri Pirenne‎; ۲۳ دسامبر ۱۸۶۲ – ۲۵ اکتبر ۱۹۳۵) پژوهشگر مطالعات قرون وسطا، تاریخ‌نگار، و استاد دانشگاه اهل بلژیک بود.
وی همچنین برندهٔ جوایزی همچون جایزه فرانکی شده‌است.